# يو إف سي على إف إكس: بيلفور ضد روكهولد
يو إف سي على إف إكس: بيلفورت ضد روكهولد (بالإنجليزية: UFC on FX: Belfort vs. Rockhold)‏ هو حدث لفنون القتال المختلطة نظمته يو إف سي، أُقيم في 18 مايو 2013، على أرينا خاراغوا في خاراغوا دو سول، البرازيل.